# Louis Feuillade
Louis Feuillade (Lunel, 19 febbraio 1873 – Nizza, 26 febbraio 1925) è stato un regista e sceneggiatore francese.

## Biografia
Nato in Linguadoca, il giovane Louis si dedicò fin da piccolo alla letteratura. Nel 1898, morti i genitori, si recò a Parigi, lasciando l'impresa vinicola familiare nelle mani dei fratelli. Dopo aver scritto in gioventù commedie e drammi, pubblicando dei poemi presso la stampa locale, a Parigi cominciò a lavorare come giornalista, ma l'inizio fu molto difficile. Fondò nel 1903 un giornale satirico che durò solo tre mesi. Collaborò poi a Soleil, un giornale monarchico, e quindi alla Revue Mondiale come segretario di redazione.
Scrisse anche per il cinema e conobbe Alice Guy, la prima regista donna della storia del cinema, di cui diventò lo sceneggiatore.
Il 31 ottobre 1895, Feuillade sposò Léontine Jaujou, figlia di un mercante di frutta di Lunel. Dal matrimonio nacque una figlia, Isabelle, che sposerà poi il suo capo operatore Maurice Champreux.
Léontine, di salute fragile, morirà nel 1911, dopo molti anni di malattia. Nel 1921 il regista sposò in seconde nozze l'attrice Lugane (Georgette Lagneau).
Dal 1906, realizzò con la sua protettrice, alcuni cortometraggi oggi perduti. Il primo film totalmente suo, viene identificato in una pellicola comica dal titolo C'est papa qui prend la purge (1907).
Nel 1907, Alice Guy seguì il marito a Berlino, dove ebbe la nomina a responsabile della succursale Gaumont. Lei suggerì a Léon Gaumont di prendere Louis Feuillade come direttore artistico. Il giovane Feuillade diventò 
quindi responsabile delle scelte artistiche di una compagnia cinematografica francese la cui ambizione era quella di essere la concorrente principale della Pathé.
Lavoratore accanito, Feuillade realizzò in 20 anni circa 800 corto e medio metraggi di cui malauguratamente più dei due terzi sono oggi perduti. Il suo stile sposò il rigore documentaristico dei fratelli Lumière alla fantasia di Georges Méliès di cui diventò il grande rivale. Si accostò a tutti i generi: la farsa, il melodramma, il fantastico, l'umoristico, il film storico e anche il peplum sia mitologico, che d'epoca romana o biblico.
Nel 1910, Feuillade fu uno degli inventori del feuilleton al cinema, con il suo serial su Bébé, interpretato dal giovane René Dary di cinque anni e che girò in tre anni circa una sessantina di film. Seguirà, a partire dal 1913, un'altra serie con un bambino, Bout de Zan, interpretato da René Poyen. Nel 1910, per controbilanciare Le Film d'Art con il suo L'Assassinat du duc de Guise, Feuillade promosse la serie Gaumont Le Film Esthétique per la quale metterà in scena delle opere religiose. Questo tentativo non ebbe successo e la serie fu interrotta l'anno seguente. Feuillade iniziò allora una nuova serie, La Vie telle qu'elle est, con  film dal taglio documentaristico in concorrenza con quelli della Vitagraph.

### I serial

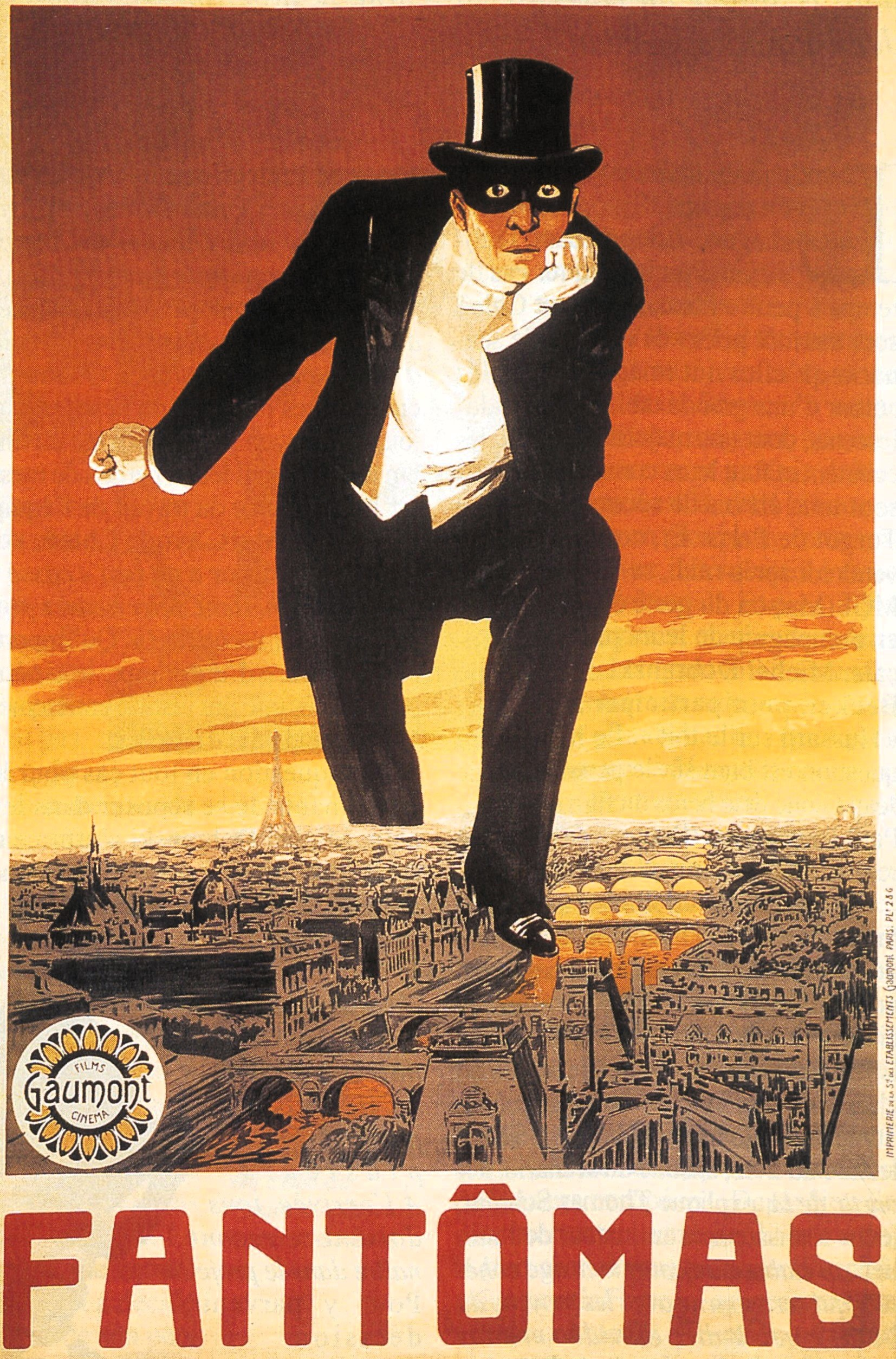
Locandina di Fantômas del 1913

Nel 1913, Feuillade adattò per il grande schermo il romanzo di Marcel Allain e Pierre Souvestre Fantômas: il successo fu fenomenale e ne furono realizzati cinque episodi. La guerra sorprese Feuillade nel pieno delle riprese. I tecnici e gli artisti in età da essere richiamati andarono sotto le armi. All'inizio del 1915, Feuillade realizzò qualche dramma patriottico prima di essere richiamato a sua volta. Riformato nel luglio 1915 per vizio cardiaco, riprese le sue funzioni alla Gaumont.

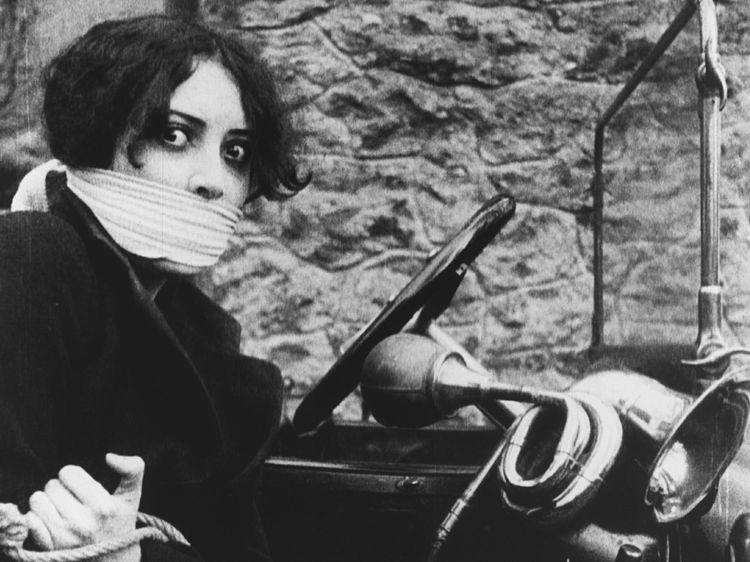
Musidora in Les Vampires

Pathé annunciò la presentazione francese di un serial a episodi, I misteri di New York, sotto forma di cine-romanzo: il pubblico leggeva sulla stampa il feuilleton prima di andare a vedere il film in sala. La risposta della Gaumont sarà Les Vampires. Ci voleva un'attrice capace di rivaleggiare con Pearl White: Musidora, che lavorava con Feuillade dall'anno precedente (Severo Torelli), sarà Irma Vep, la ninfa egeria della misteriosa banda dei vampiri, seducente e affascinante incarnazione delle forze del male. Il protagonista fu Édouard Mathé, che rimpiazzò René Navarre partito per il fronte; nel ruolo del giornalista Philippe Guérande, lottava contro forze oscure con l'aiuto di un vampiro pentito, Mazamette, ruolo ricoperto dal comico Marcel Lévesque. La serie comprendeva 10 episodi presentati uno alla settimana.
Il prefetto di polizia di Parigi - quello vero - irritato nel vedere la polizia ridicolizzata, fece interdire le proiezioni pubbliche del film. Portato alle stelle dai surrealisti, Les Vampires sarà l'apogeo della carriera di Feuillade.
Più conforme alla morale borghese, Judex, in 12 episodi girati nel 1916 e presentato nelle sale nel 1917, valorizzava innanzitutto l'eroe positivo. Interpretato da René Cresté e da Musidora che impersonavano i ruoli principali di Judex e Diana Monti, il film racconta come una banda di malfattori si disputi la fortuna di un banchiere. L'anno dopo, uscì un sequel dal titolo La Nouvelle Mission de Judex, considerato meno riuscito.

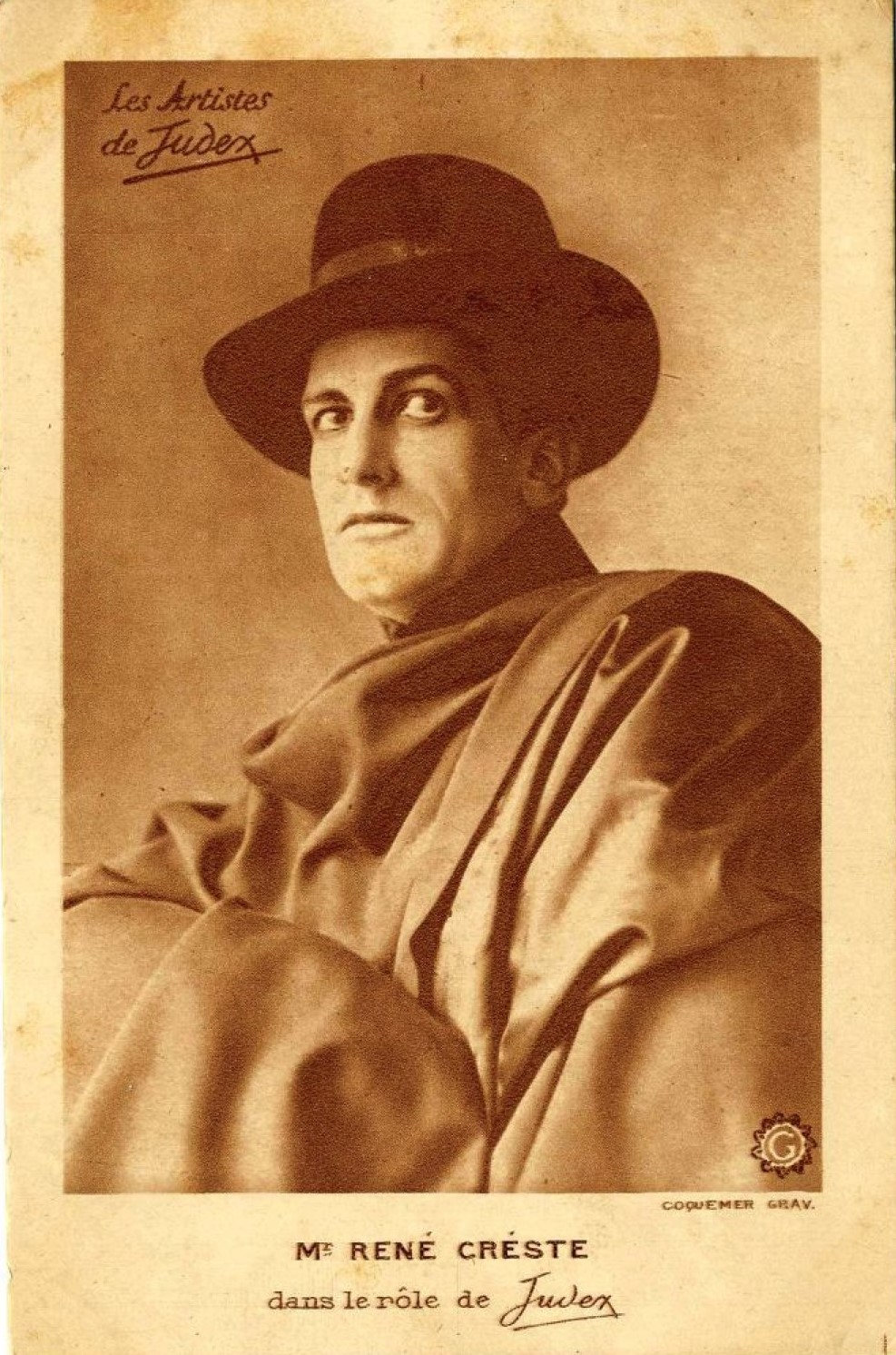
René Cresté in Judex

Meno conosciuti ma più estetizzanti, furono i 12 episodi di Tih Minh (1919) con l'esotica Mary Harald, attrice britannica nata a Hong Kong, e quelli di Barrabas del 1919, con il veterano Gaston Michel nel ruolo del maestro del crimine.
In Vendémiaire, sempre del 1919 (inno alla vigna come sorgente di vita e ritorno alle origini di Feuillade che era di origini contadine), il protagonista è un ufficiale diventato cieco in seguito a una ferita di guerra. Il militare accoglie nella sua residenza i rifugiati della prima guerra mondiale.

### Gli anni venti
Con la fine della guerra e il ritorno della pace, la decenza e la moralità furono all'ordine del giorno e per Feuillade le serie del nuovo decennio virarono al melodramma. In Les Deux Gamines, serial in 12 episodi del 1921, il crimine trionfante cede il passo all'innocenza perseguitata. Il regista aggiunse alla sua troupe abituale la danzatrice Sandra Milowanoff che arrivava dai Balletti russi di Djagilev. Il film, presentato al Gaumont Palace, incontrò un successo plebiscitario, un vero trionfo.
L'infaticabile Feuillade mise in scena, sempre con Biscot, cinque vaudeville della serie Belle Humeur tra il 1921 e 1922. Nelle serie seguenti, L’Orpheline e Parisette, appare Sandra Milowanoff e anche un giovane agli esordi, René Clair.
Le Fils du Flibustier nel 1922, il suo ultimo cine-romanzo in 12 episodi, virò verso l'avventura, dove realtà e immaginazione vengono mescolate abilmente.
Nel 1923, la moda dei film a episodi cominciò a perdere colpi. Vindicta, ambientato nel 1700 in Provenza, non previde che sole cinque parti.
Una sorprendente bambina di sei anni, Bouboule, scoperta da Mistinguett, si rivelò - davanti alla cinepresa di Feuillade - molto brava sul set per la sua straordinaria spontaneità. Dalla sua prima apparizione nel 1923 in Gamin de Paris, il pubblico non ebbe più occhi che per lei, anche se il film ha come protagonisti Sandra Milowanoff e René Poyen, l'ex Bout-de-Zan diventato adolescente, e Bouboule, invece, vi ha solo un ruolo modesto.
Feuillade dedicò tutto il 1924 alla sua giovane vedette di cui René Poyen sarà il partner fisso. Dopo la Gosseline, la Fille bien gardée, li fece recitare in un feuilleton in sei episodi, l'Orphelin de Paris. I due migliori film della giovane coppia saranno Pierrot-Pierrette e Lucette.

### Morte di Feuillade
Esaurito da una vita di lavoro incessante, costretto al riposo completo nell'estate del 1924, Feuillade realizzò i suoi ultimi due film con l'aiuto del genero, Maurice Champreux. Morì a 52 anni, il 26 febbraio 1925, a Nizza, in seguito a una peritonite, solo qualche giorno dopo aver completato Le Stigmate.
Il suo nome cadde nell'oblio con l'arrivo del sonoro, malgrado i surrealisti lo ammirassero incondizionatamente. Verrà riscoperto dopo la seconda guerra mondiale grazie a Henri Langlois, il direttore della Cinémathèque française che aveva salvato le pellicole di Feuillade, e grazie a cineasti come Georges Franju (cofondatore della Cinémathèque), Alain Resnais, François Truffaut, Jean-Luc Godard, Luis Buñuel e tanti altri ancora.

## Filmografia parziale

### Regista
- Un coup de vent (1906)
- Tartarin de Toulouse (1906)
- Mireille  (1906)
- Mais n'te promène donc pas toute nue (1906)
- Les Deux Gosses (1906)
- Le Bon écraseur (1906)
- Le Billet de banque (1906)
- La Porteuse de pain (1906)
- Course de taureaux à Nîmes co-regia Alice Guy (1906)
- Un premier prix de gymnastique  (1907)
- Un paquet embarrassant (1907)
- Un noyé (1907)
- Un facteur trop ferré (1907)
- Une héroïne de quatre ans (1906)
- C'est papa qui prend la purge con Max Linder (1907)
- Héliogabale (L'Orgie romaine) (1911)
- Quand les feuilles tombent (1912)
- Le Maléfice (1912)
- Oscar et le tic de Barbassol (1913)
- La Mort de Lucrèce (1913)
- Serie di Fantômas;
  - Fantômas (1913)
  - Juve contre Fantômas (1913)
  - Le Mort qui tue (1913)
  - Fantomas contro Fantomas (Fantômas contre Fantômas (1914)
  - Le Faux magistrat (1914)
- L'Hôtel de la gare (1914)
- Severo Torelli (1914)
- Le Calvaire (1914)
- Son or (1915)
- L'Ombre de la mort (1915)
- Le Furoncle (1915)
- Le Collier de perles (1915)
- Le Blason (1915)
- L'Angoisse au foyer (1915)
- Jeunes filles d'hier et d'aujourd'hui (1915)
- Deux Françaises (1915)
- Celui qui reste (1915)
- Bout-de-Zan et le fantôme (1915)
- L'Expiation (1915)
- Union sacrée (1915)
- L'Escapade de Filoche (1915)
- Fifi tambour (1915)
- Le Sosie (1915)
- Les Noces d'argen (1915)
- Le Roman de la midinette (1915)
- Le Fer à cheval (1915)
- Bout-de-Zan et l'embusqué (1915)
- Les Vampires (1915)
- Les Vampires: La Tête coupée  (1915)
- Les Vampires: La Bague qui tue (1915)
- Les Vampires: Le Cryptogramme rouge (1915)
- Le Noël du poilu (1915)
- L'Oncle de Bout-de-Zan (1916)
- L'Ombre tragique (1916)
- Le Prix du pardon (1916)
- C'est pour les orphelins (1916)
- Les Vampires: Le Spectre (1916)
- Les Vampires: L'Evasion du mort (1916)
- Bout-de-Zan veut s'engager (1916)
- Les Vampires: Les Yeux qui fascinent (1916)
- Le Colonel Bontemps (1916)
- Bout-de-Zan est patriote (1916)
- Les Vampires: Satanas (1916)
- Les Vampires: Le Maître de la foundre (1916)
- Les Mariés d'un jour (1916)
- Bout-de-Zan se venge (1916)
- Les Vampires: L'Homme des poisons (1916)
- Les Vampires: Les Noces sanglantes (1916)
- Les fourberies de Pingouin (1916)
- Bout-de-Zan et la gamine (1916)
- Les Fiançailles d'Agénor (1916)
- Le Malheur qui passe (1916)
- Le Double jeu co-regia Charles Burguet (1916)
- C'est le printemps (1916)
- Bout-de-Zan et la torpille (1916)
- Le Poète et sa folle amante (1916)
- L'Aventure des millions (1916)
- Un mariage de raison co-regia Léonce Perret (1916)
- Notre pauvre coeur (1916)
- Le Retour de Manivel (1916)
- Judex (1916)
- Si vous ne m'aimez pas (1916)
- La Peine du talion (1916)
- Lagourdette, gentleman cambrioleur (1916)
- La Déserteuse (1917)
- Le Passé de Monique (1917)
- Mon oncle (1917)
- Débrouille-toi (1917)
- La Femme fatale (1917)
- Herr Doktor (1917)
- Le Bandeau sur les yeux (1917)
- L'autre (1917)
- La Nouvelle Mission de Judex (1917)
- La Fugue de Lily (1917)
- Les Petites Marionnettes (1918)
- Aide-toi (1918)
- Vendémiaire (1918)
- Tin Minh (1918)
- L'Homme sans visage (1919)
- L'Engrenage (1919)
- Le Nocturne (1919)
- L'Énigme (1919)
- Barrabas (1919)
- Le due biricchine di Parigi (Les Deux Gamines) (1921)
- Zidore ou les métamorphoses (1921)
- Séraphin ou les jambes nues (1921)
- L'Orpheline (1921)
- Saturnin ou le bon allumeur (1921)
- Gustave est médium (1921)
- Parisette (1921)
- Marjolin ou la fille manquée (1921)
- Gaëtan ou le commis audacieux (1922)
- Le Fils du flibustier (1922)
- Vindicta (1923)
- Le Gamin de Paris (1923)
- La Gosseline (1923)
- Le Stigmate (serial) co-regia Maurice Champreux  (1924)
- La Fille bien gardée (1924)
- L'Orphelin de Paris (1924)
- Pierrot, Pierrette (1924)
- Lucette co-regia Maurice Champreux (1924)

### Sceneggiatore (parziale)
- Quand les feuilles tombent, regia di Louis Feuillade (1912)